# Indian Wells
Indian Wells ist eine Stadt im Riverside County im Süden des US-Bundesstaats Kalifornien. Sie liegt im Coachella Valley südlich des Joshua-Tree-Nationalparks an der Grenze zu Palm Desert. In der Nähe liegt auch der Saltonsee. Der Name geht auf ein bis 1876 bestehendes Dorf der Cahuilla zurück, deren Einwohner zwangsweise umgesiedelt wurden.
Gemessen an der Einwohnerzahl ist Indian Wells die kleinste Stadt im Riverside County. Bei der Volkszählung 2020 wurde eine Einwohnerzahl von 4.757 auf einer Fläche von 37,790 km² ermittelt. In Indian Wells leben anteilig die meisten Millionäre der USA.
Jährlich finden dort die Tennisturniere Indian Wells Masters und WTA Indian Wells statt, die  annähernd so gut besetzt sind wie ein Grand-Slam-Turnier. 

## Geografie

### Lage

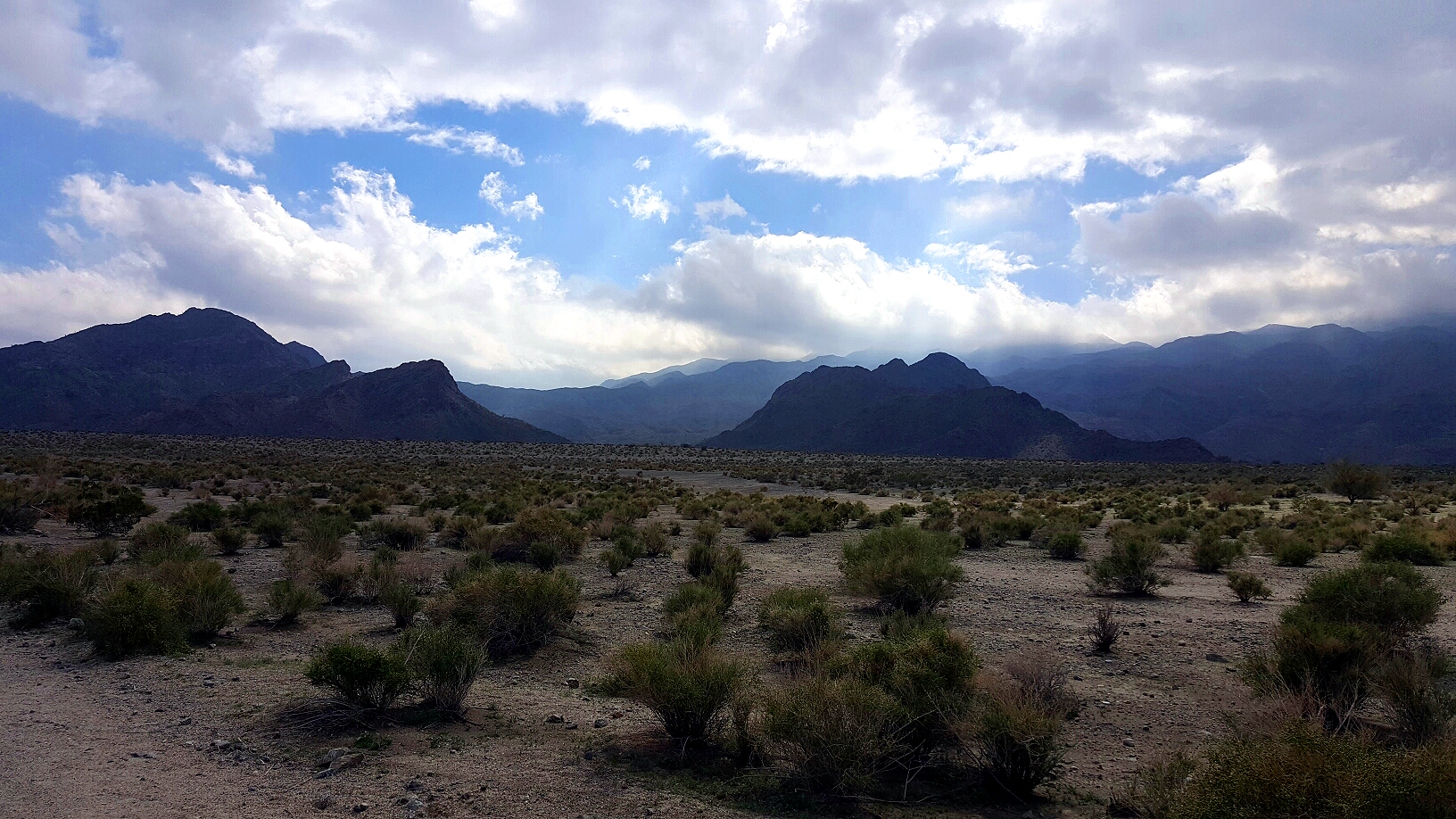
Wanderwege auf den unbebauten Flächen von Indian Wells

Indian Wells liegt im zentralen Riverside County im südlichen Kalifornien. Es grenzt im Norden und Westen an die Stadt Palm Desert, im Osten an La Quinta und im Süden an gemeindefreies Gebiet. Durch die nördliche Stadt führt die California State Route 111.
Indian Wells gehört dem Coachella Valley an, das ein Teil der Colorado-Wüste ist, die wiederum zur größeren Sonora-Wüste gehört.

### Einwohnerzahl und Fläche
Die Stadt hatte im Jahr 2010 4.958 Einwohner. Dabei erstreckt sie sich auf einer Fläche von 37,790 km², von der 37,091 km² Landfläche sind. Die Bevölkerungsdichte beträgt somit 133,7 Einwohner pro Quadratkilometer. Das Stadtzentrum befindet sich auf einer Höhe von 27 m.

### Klima
Das Klima wird ganzjährig von subtropischen Hochdruckgebieten bestimmt. Dadurch kommt es in Indian Wells kaum zu Niederschlag.
Die höchste bisher gemessene Temperatur datiert von 1970 und betrug 51  °C, die niedrigste Temperatur liegt bei −11  °C aus dem Jahr 1937.
|                       | Jan  | Feb  | Mär  | Apr | Mai | Jun | Jul | Aug  | Sep | Okt | Nov | Dez  |   |      |
| Mittl. Tagesmax. (°C) | 22   | 24   | 27   | 31  | 36  | 39  | 42  | 42   | 39  | 33  | 27  | 22   | ⌀ | 32   |
| Mittl. Tagesmin. (°C) | 7    | 9    | 13   | 16  | 20  | 23  | 27  | 27   | 23  | 18  | 11  | 7    | ⌀ | 16,8 |
|                       |      |      |      |     |     |     |     |      |     |     |     |      |   |      |
| Niederschlag (mm)     | 14,2 | 16,8 | 10,9 | 1,3 | 1,8 | 0,3 | 1,0 | 13,7 | 1,0 | 6,6 | 4,6 | 15,7 | Σ | 87,9 |

| 7 |

| 9 |

| 13 |

| 16 |

| 20 |

| 23 |

| 27 |

| 27 |

| 23 |

| 18 |

| 11 |

| 7 |

| 7 |

| 9 |

| 13 |

| 16 |

| 20 |

| 23 |

| 27 |

| 27 |

| 23 |

| 18 |

| 11 |

| 7 |

## Geschichte
Im Jahr 1853 war das heutige Indian Wells laut W. P. Blade, einem Geologen der Smithsonian Institution, Standort eines mindestens dreißig Jahre zuvor gebauten Brunnens von Indianern, die den Cahuilla angehörten, genauer der späteren Agua Caliente Band. Die Expedition von 1823 unter Führung von José Romero registrierte dort ein Dorf und nennt erstmals einen Brunnen. Diese Wüsten-Cahuilla stellten die einzige dort lebende Gruppe dar, die Brunnen grub, von diesen Brunnen leitet sich der heutige Ortsname ab, der Indianische Brunnen bedeutet. Die Cahuilla waren, teils noch als Jäger und Sammler, im Jahr 1775 erstmals Weißen begegnet, nämlich Angehörigen der Expedition unter Leitung von Juan Bautista de Anza. Sie bauten aber auch Mais, Kürbisse und Melonen an, wobei sie über ein Bewässerungssystem verfügten. Als wichtigster Erforscher der örtlichen indigenen Geschichte gilt Lowell John Bean, zu ihrer Sprache hingegen Carobeth Laird, die einige Jahre mit John Peabody Harrington verheiratet war.
Nach der Entdeckung von Gold am Colorado River ließ William D. Bradshaw 1863 einen Weg für Planwagen von Los Angeles zu den Goldminen bauen. Im selben Jahr kamen bei einer Pockenepidemie mehrere Tausend Cahuilla ums Leben. Die Alexander and Company Stage Line nutzte diesen Weg, um Goldsucher zu transportieren, und Indian Wells wurde zu einem wichtigen Zwischenhalt an der Route. Im Jahr 1875 wurde die Strecke aufgrund der zu großen Konkurrenz durch die Southern Pacific Railroad aufgegeben, doch schon ein Jahr später von Wells Fargo wiederbelebt. 1876 wurde den seit Jahrtausenden dort ansässigen Cahuilla ein Reservat zugewiesen, die heutige Agua Caliente Reservation. Heute macht dies den Stamm zum größten Landbesitzer der Region.
In den folgenden Jahrzehnten erreichten schrittweise neue Siedler das Land, und Ranchen wurden rentabel. In den 1950er Jahren wurden die ersten Golfplätze am "Eldorado Country Club" und "Indian Wells Country Club" eröffnet. Mit Desi Arnaz’ "Indian Wells Hotel" eröffnete im Jahr 1957 der Vorläufer des späteren "Indian Wells Resort Hotels".
Im Jahr 1960 gewann Profigolfer Arnold Palmer das erstmals ausgetragene Golfturnier Bob Hope Desert Classic. US-Präsident Dwight D. Eisenhower war ein regelmäßiger Besucher von Indian Wells und später auch Eigentümer eines Hauses im Ortsteil Eldorado.
Am 27. Juli 1967 wurde eine Wahl einberufen, um eine Eingemeindung von Indian Wells in eine der Nachbarstädte wie Palm Desert zu verhindern. Bei der Wahl entschied sich die Bevölkerung dafür, dass Indian Wells zu einer eigenen Stadt ernannt werden sollte. Am 14. Juli 1967 wurde dieser Beschluss wirksam und Indian Wells zu Kaliforniens vierhundertster Stadt sowie der sechzehnten im Riverside County. Zum ersten Bürgermeister wurde Pete Peterson gewählt. Seitdem hat Indian Wells sein Wachstum fortgesetzt und es sind Resorts, Golfplätze und luxuriöse Wohngebiete entstanden.

## Politik
Von allen Städten Kaliforniens hat Indian Wells den zweithöchsten Anteil von Mitgliedern der Republikanischen Partei an den wahlberechtigten Bürgern. Von 3027 Wahlberechtigten gehörten im Jahr 2009 65,1 % der Republikanischen Partei an, 19,5 % der Demokratischen Partei, 2,1 % der American Independent Party und 0,1 % der Green Party.
Indian Wells ist Teil des 28. Distrikts im Senat von Kalifornien, der momentan vom Demokraten Ted Lieu vertreten wird, und des 42. Distrikts der California State Assembly, vertreten vom Republikaner Brian Nestande. Des Weiteren gehört Indian Wells Kaliforniens 36. Kongresswahlbezirk an, der einen Cook Partisan Voting Index von R+1 hat und vom Demokraten Raul Ruiz vertreten wird.

## Bekannte Einwohner
- Desi Arnaz (1917–1986), Musiker und Schauspieler
- Jack Jones (1938–2024), Musiker
- Arthur Lake (1905–1987), Schauspieler